# Hakea teretifolia
Hakea teretifolia (лат.) — кустарник, вид рода Хакея (Hakea) семейства Протейные (Proteaceae). Произрастает в пустошах прибрежной восточной Австралии от северного Нового Южного Уэльса до Виктории и Тасмании. Очень колючий вид.

## Ботаническое описание

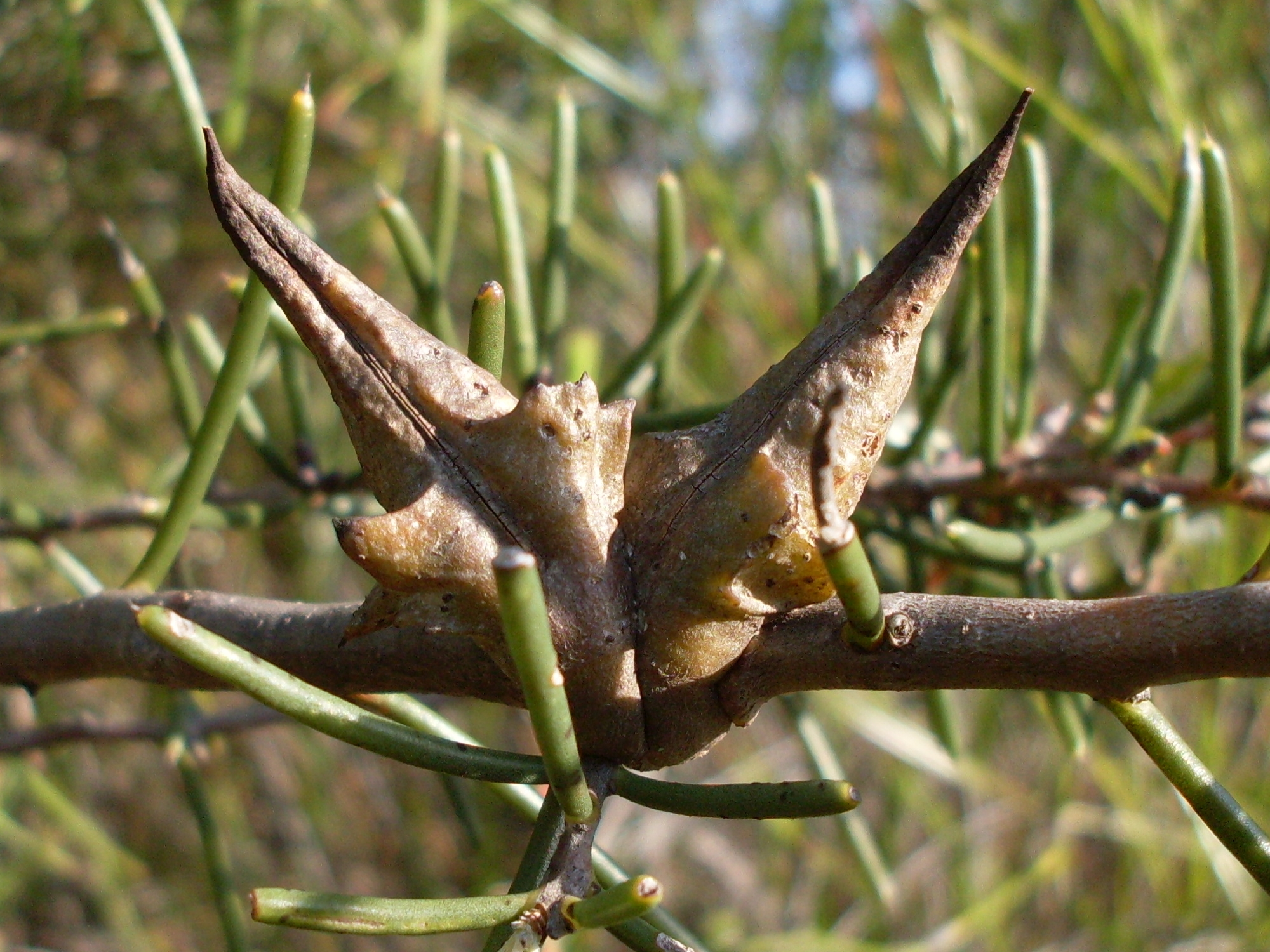
Плоды H. teretifolia

Hakea teretifolia — колючий кустарник, высота которого может достигать 3 м. У этого вида спирально расположенные толстые жёсткие сочные листья с шипами. Цветение происходит летом, хотя некоторые цветки могут распуститься и зимой. Маленькие белые соцветия встречаются на ветвях и состоят из 4-8 отдельных мелких цветков. За ними следуют остроконечные (в форме кинжала) семенные коробочки, откуда растение получает свое общее название «кинжальная хакея».

## Таксономия
Вид Hakea teretifolia имеет сложную таксономическую историю. Первоначально он был назван Banksia teretifolia английским ботаником Ричардом Энтони Солсбери в 1796 году, затем таксономически переименован в Hakea glabra в 1797 году немецким ботаником Генрихом Шрадером в его недавно описанном роде Хакея (Hakea). Conchium longifolium было ещё одним последующим именем. Испанский ботаник Антонио Хосе Каванильес назвал вид Hakea pugioniformis. Оригинальный видовой эпитет teretifolia — от латинских слов teres, «округлённый», и folium «лист». Полное название этого вида — Hakea teretifolia (Salisb.) Britten.
Первоначально вид был классифицирован в раздел Hakea в серии Hakea Pubiflorae Джорджа Бентама в его книге «Flora Australiensis», но была реклассифицирована в собственный раздел Teretifolia в 1999 году в рамках серии Flora of Australia.
Распознаются два подвида: номинированный подвид Hakea teretifolia teretifolia и Hakea teretifolia hirsuta.

## Распространение и местообитание
Ареал H. teretifolia teretifolia простирается от Кофс-Харбора на юг через регион Сиднея до хребта Будаванг в Новом Южном Уэльсе. Подвид H. teretifolia hirsuta встречается дальше на юг от региона Сиднея до Тасмании с отдельной популяцией в национальном парке Грампианс в западной части Виктории. Растёт на песчаниковых пустошах, и может сформировать плотные заросли с банксией вересколистной и Allocasuarina distyla.

## Культивирование
Это редко культивируемое, но лёгкое в выращивании при полном солнце растение. В отличие от многих других протейных, он терпимо к плохому дренажу. Его чрезвычайно колючая листва может стать хорошим защищающим фактором. При посадке в группах, эта хакея обеспечивает отличное укрытие для маленьких птиц, таких как прекрасный расписной малюр (Malurus superbus) и меньших по размеру медососов.